# Flaga Tbilisi
Flaga Tbilisi, stolicy Gruzji – prostokątny sztandar zawierający błękitny krzyż nordycki na białym tle. Krzyż jest obrysowany złotym konturem. Na punkcie przecięcia ramion krzyża znajduje się herb Tbilisi półkoliście otoczony przez siedem siedmioramiennych gwiazd.